# Transsudat
Als Transsudat werden in der Medizin durch Epithelien hindurchtretende sowie aus Gefäßen austretende nicht entzündlich bedingte Körperflüssigkeiten bezeichnet. Den Vorgang der Absonderung solcher Flüssigkeiten bezeichnet man als Transsudation. Man spricht, etwa beim Paukenerguss, auch von wässrigem (serösem) Erguss. Zu unterscheiden sind sie von den zum Beispiel entzündlich bedingten Exsudaten. Transsudate kommen bei gesunden und krankhaften Körperprozessen vor.

## Eigenschaften
Transsudate sind vergleichsweise zellarm und enthalten meist nur abgeschilferte Mesothelzellen und wenige Leukozyten. Der Proteingehalt ist gering und beträgt in der Regel weniger als 30 g/l. Das spezifische Gewicht ist kleiner als 1,012. Transsudate sind meist klar, eventuell mit hellgelber Färbung.

## Physiologische Transsudate
Physiologisch treten Transsudate als Absonderungen von Epithelien auf. Sie bilden hier einen feinen Flüssigkeitsfilm, es handelt sich also nur um geringe Flüssigkeitsmengen. Solche Transsudate sind beispielsweise das Vaginalsekret oder der Flüssigkeitsfilm auf der Tunica serosa.

## Pathologische Transsudate
Mögliche Ursachen pathologischer Transsudate sind: 
- ein zu geringes Wasserbindungsvermögen des Blutes infolge eines Mangels an Bluteiweißen (Albumin), genannt Hypalbuminämie, etwa bei Leberzirrhose (hepatischer Hydrothorax) oder nephrotischem Syndrom und damit sinkendem kolloidosmotischen Druck.
- Stauungen (etwa bei Herzschwäche, dann oft beidseitig, oder Lungenembolie[1]) und damit verbundener Druckanstieg im Blutkreislauf oder den Lymphgefäßen
- Seltene Ursachen sind Myxödem und Sarkoidose[2]

Die Transsudate können als Erguss (Hydrops, Aszites, Pleuraerguss) in eine Körperhöhle oder als Ödem, also eine  Flüssigkeitsansammlung im Interstitium, auftreten.